# Gemeinsame Finanzermittlungsgruppe
Gemeinsame Finanzermittlungsgruppen (GFG) sind Ermittlungsgruppen der deutschen Zollverwaltung im Verbund mit anderen Behörden wie den Landespolizeien, dem Bundeskriminalamt, der Bundespolizei und den Länderfinanzverwaltungen. Sie sind zuständig bei der Verfolgung der Geldwäschekriminalität.

## Barmittel- und Bargeldüberwachung
Im Jahr 2007 haben sich Änderungen bei der Überwachung des grenzüberschreitenden Verkehrs mit Barmitteln und Bargeld ergeben:
Seit 15. Juni 2007 ist die Verordnung (EG) Nr. 1889/2005 in allen Mitgliedstaaten der Europäischen Union (EU) anwendbar. Seit diesem Zeitpunkt haben Reisende bei der Einreise in die EU und bei der Ausreise aus der EU mitgeführte Barmittel im Wert von 10.000 Euro oder mehr bei der für den Grenzübertritt zuständigen Zollstelle anzumelden.
Die Anmeldung erfolgt in der Bundesrepublik Deutschland schriftlich. Anmeldevordrucke werden in Papierform und elektronisch in deutscher und englischer Sprache zur Verfügung gestellt. Die Einhaltung der Anmeldepflicht wird von den Zollbehörden überwacht.
Die Pflicht zur Abgabe einer Anmeldung führt zu keiner Einschränkung des freien Kapitalverkehrs. Barmittel dürfen auch in Zukunft in unbeschränkter Höhe genehmigungsfrei mitgeführt werden.
An der seit 1998 in der Bundesrepublik praktizierten Form der Bargeldkontrolle wird im grenzüberschreitenden Bargeldverkehr zwischen der Bundesrepublik und anderen EU-Mitgliedstaaten festgehalten.
Abweichend zur Regelung nach der Verordnung (EG) Nr. 1889/2005 müssen dabei mitgeführtes Bargeld und diesem gleichgestellte Zahlungsmittel lediglich mündlich und nur nach Aufforderung durch die zuständigen Beamten und Beamtinnen angezeigt werden. Der Schwellenwert, ab dem die Anzeigepflicht greift, wurde jedoch von bisher 15.000 Euro in Anpassung an die EU-Regelung auf 10.000 Euro abgesenkt. Im Gegensatz zum EU-Recht bleiben dabei auch weiterhin Edelmetalle und Edelsteine als sog. gleichgestellte Zahlungsmittel anzeigepflichtig.
Verstöße gegen die Anmelde- und Anzeigepflicht stellen Ordnungswidrigkeiten dar, die mit Geldbuße bis zu einer Million Euro geahndet werden können.